# Allemagne de l'Est aux Jeux olympiques d'été de 1980
L'Allemagne de l'Est participe aux Jeux olympiques d'été de 1980 à Moscou en Union soviétique. 346 athlètes est-allemands, 222 hommes et 124 femmes, ont participé à 167 compétitions dans 17 sports. Ils y ont obtenu 126 médailles : 47 d'or, 37 d'argent et 42 de bronze.